# Bengt Eliasson (jurist)
Bengt Erik Eliasson, född 13 februari 1932 i Helsingborg, död 24 juni 1997, var en svensk jurist som var lagman i Nyköpings tingsrätt från 1985 till 1990 och i Linköpings tingsrätt från 1990 till 1996.
Eliasson blev juris kandidat vid Lunds universitet 1959 och genomförde sin tingstjänstgöring 1959–1962 innan han blev fiskal i hovrätten för Nedre Norrland 1963. Han blev hovrättsråd vid Svea hovrätt 1982. Han var lagman i Nyköpings tingsrätt 1985–1989 och i Linköpings tingsrätt 1990–1996.
Eliasson var son till kyrkoherde Ivar Eliasson och hans maka Hilma, född Johansson. Han var gift med Birgitta, född Tjernblom 1935.